# Sultandağı
Sultandağı là một huyện thuộc tỉnh Afyonkarahisar, Thổ Nhĩ Kỳ. Huyện có diện tích 898 km² và dân số thời điểm năm 2007 là 19847 người, mật độ 22 người/km².